# Loom (computerspel)
Loom is een grafisch avonturenspel dat voor het eerst werd uitgebracht in 1990. Het werd ontworpen en gepubliceerd door Lucasfilm Games (later hernoemd naar LucasArts). Het is het vierde spel dat gebruikmaakt van de SCUMM-engine. De projectleider was Brian Moriarty, een ex-medewerker van Infocom en auteur van de klassieke tekstspelletjes Wishbringer (1985), Trinity (1986) en Beyond Zork (1987).

## Besturing van het spel
In tegenstelling tot andere avonturenspellen van LucasArts is Loom eerder een serieus spel in een complexe fantasie-wereld. Met zijn experimentele interface wijkt het spel hard af van traditionele avonturenspellen waar het hoofdpersonage interacties kan doen met zijn omgeving, andere personages en voorwerpen.
Het hoofdpersonage in Loom is Bobbin Threadbare. Het enige voorwerp dat hij kan gebruiken, is een magische toverfluit. Er kunnen zo goed als geen conversaties gedaan worden met andere personages en men kan evenmin andere voorwerpen oppakken. Alles wordt gedaan met een magische toverfluit door "spreuken" te spelen.
Een spreuk bestaat uit een opvolging van 4 muzieknoten. Elke spreuk heeft een bepaalde actie tot gevolg, zoals "open", "nachtkijken", en "slijpen". Spreuken worden aangeleerd door andere objecten/personen te observeren. Wanneer Bobbin bijvoorbeeld kijkt naar een lemmet dat men slijpt, hoort de speler een bepaalde melodie. Die melodie is dan meteen de spreuk voor "slijpen".
Sommige spreuken kan men omgedraaid spelen en hebben dan ook het tegenovergestelde effect. Als de speler de spreuk voor "open" achterstevoren speelt, dan tracht Bobbin het commando "sluiten" uit te voeren.
In het begin van het spel beschikt de speler maar over een aantal noten, maar tegen het einde wordt een volledige toonladder gebruikt.
Loom is ook het eerste spel dat de "LucasArts Game Design"-filosofie gebruikt. Dit houdt in dat het hoofdpersonage niet gedood kan worden, of dat het spel moet worden herstart omdat de speler ergens een bepaalde actie niet heeft gedaan en waar hij nu niet meer naar kan terugkeren. Ook wordt er enkel een grafische interface gebruikt waardoor de speler geen uren verliest om de correcte woorden/synoniemen in te typen op het toetsenbord.
Het spel kan in drie moeilijkheidsgraden worden gespeeld. In de eenvoudige mode zullen bij het leren van spreuken de correcte gaatjes op de fluit oplichten. In de moeilijke mode is dit niet en moet de gebruiker zelf uitvissen/horen welke de correcte noten zijn en dient hij deze zelf terug te vinden op de magische fluit.

## Betekenis van het woord "Loom"
"Loom" is de Engelse term voor een weefgetouw.

## Het verhaal

### Proloog
"It was long after the passing of the second shadow, when dragons ruled the twilight sky, and the stars were bright and numerous..."
De wereld van Loom speelt zich niet af in onze huidige leefwereld. Hoewel het niet duidelijk is op welke planeet het verhaal zich afspeelt, kan het wel degelijk op Aarde zijn gezien het verhaal zich afspeelt in 8021.
De intro is een luisterspel van ongeveer 30 minuten dat op een meegeleverde audio-cassette staat. Het verhaal gaat ongeveer als volgt:
Het is bewezen dat het tijdperk van de Grote Gildes werd opgericht toen mensen nogmaals hadden getracht om over de natuur te domineren. Mensen van een bepaalde gilde werkten samen om grote steden op te richten voor hun handel. Deze steden werden gewijd aan "de absolute controle van kennis". Zo behoorden alle wevers tot een weversgilde die in een bepaalde stad woonden, alle smeden behoorden tot de smidsgilde en woonden in een andere stad, alle herders behoorden tot de herdersgilde en hadden hun eigen land.
De bescheiden "Gilde van Wevers" waren experts in het weven van stoffen. Op zeker ogenblik ontdekten ze een weefmanier die over de grenzen ging van wat men eigenlijk met een stof kon doen: ze maakten er patronen in die zelf beslisten waar ze zich op de stof nestelden. Daardoor werd de gilde vervolgd omwille van hekserij. Men dacht dat het symbool van de gilde, een weefgetouw, magische krachten had. De gilde vluchtte naar een eiland ver van het vasteland en noemde het Loom.
Cygna Threadbare is een dame die behoort tot de weversgilde. Ze vraagt aan de leiders van de gilde of ze de krachten van het weefgetouw niet kunnen gebruiken om hen uit hun miserie te halen. Het aantal levende wevers gaat sterk achteruit en blijkbaar is er een grote onvruchtbaarheid waardoor er zo goed als geen kinderen worden geboren. De leiders Atropos, Clothos en Lachesis zeggen Cygna dat het niet hun taak is om te spelen voor goden.
Ondanks waarschuwingen zet Cygna in het geheim een grijze spindraad op het weefgetouw. Plots komt er vanuit het weefgetouw een zuigeling tevoorschijn. De leiders zijn woest op Cygna. Cygna weet de zuigeling te redden en verbergt hem bij mevrouw Hetchel. Het komt tot een proces waarin wordt beslist dat Cygna wordt verbannen. Via een toverspreuk vormen ze Cygna om tot een zwaan. Mevrouw Hetchel voedt het kind op en noemt hem "Bobbin Threadbare".
Bobbin groeit op, maar meer in een soort van ballingschap. Hij wordt verplicht om een grijze mantel te dragen. Pas op zijn zeventiende zullen de leiders van de gilde beslissen hoe zijn toekomst er uit zal zien. Tot dan mag hij niet opgeleid worden tot wever. Ondanks het verbod leert mevrouw Hetchel hem toch een aantal basisprincipes.

### Het spel
Het spel start op de 17de verjaardag van Bobbin wanneer hij naar de leiders gaat om te horen hoe zijn toekomst er zal uitzien. Wanneer zij erachter komen dat Hetchel hem in het geheim toch een basisopleiding heeft gegeven, beslissen de leiders om haar ook om te toveren tot een zwaan. Blijkbaar had Hetchel grotere krachten dan men dacht: uit wraak tovert ze alle wevers ook om tot zwanen. Enkel Bobbin transformeert ze niet.
Hetchel, nu een jonge zwaan, vertelt Bobbin nog een geheim. Blijkbaar kwam er elk jaar een zwaan op bezoek die trachtte om de weversgilde te beschermen tegen "de derde schaduw die de ganse wereld zal bedekken". Nu er geen wevers meer zijn, kan deze zwaan niets meer doen om dit kwaad tegen te gaan.
Bobbin ontmoet een duistere geestelijke die op zoek is naar "het heilige gebied van de glasblazers", "de zwaarden van de zwarte smeden" en "de producten van de herders". De geestelijke is in het bezit van een magische fluit. Met die fluit wil hij kunnen heersen over de wereld met een leger van ondoden zoals voorzien door de voorspellingen. Wanneer hij de "open"-spreuk speelt op het kerkhof, creëert hij een apart universum dat hij "Chaos" noemt. De leider van deze Chaos (ook Chaos genoemd) doodt de geestelijke en maakt zelf een leger van ondodelijken om de wereld te vernietigen.
Bobbin neemt de mantel van de dode geestelijke en herstelt de scheuren in de stof. Uiteindelijk zal hij vechten tegen Chaos wanneer deze laatste het magische weefgetouw in bezit wil krijgen. Het gevecht eindigt wanneer Chaos met een toverspreuk Hetchel doodt, hoewel het mogelijk is haar terug te roepen omdat er nog een ganse zwanenveer intact is.
Bobbin vernietigt daarop het weefgetouw. Dan komen zijn moeder en de andere wevers terug (in hun zwanenvorm). Blijkbaar zal Chaos over de ganse wereld blijven regeren, behalve in het gedeelte waar het eiland Loom zich bevindt. De wevers zijn van plan om in de toekomst de strijd tegen Chaos aan te gaan, maar eerst moeten ze voldoende krachten hebben. Bobbin beslist om zichzelf ook om te toveren tot zwaan en vliegt met de rest van de zwanengroep weg.

## De spreuken
De spreuken bestaan uit enkele noten die gespeeld worden op een magische fluit. Bobbin kan de spreuken zoveel gebruiken als hij wil, zolang hij de fluit in bezit heeft en zolang de spreuk kan toegepast worden op een voorwerp. Een "open u" spreuk toepassen op een boom heeft geen zin, want een boom kan zich niet openen. De "open u"-spreuk toepassen op een deur gaat uiteraard wel.
De spreuken zijn noten van de standaard C-notenbalk. De sequentie van de noten is in elk spel anders. Als men het spel herspeelt of instructies gebruikt van een andere speler, zullen de noten niet meer dezelfde zijn.
Bij start van het spel kan Bobbin maar drie noten spelen: C, D and E. Geleidelijk aan leert Bobbin hoe hij moet spelen op de fluit en welke toverspreuken hij kan spelen.

## Vervolgdelen
Loom zou het eerste spel zijn van een trilogie. Het spel eindigt met een cliffhanger en er zijn voldoende tips en aanwijzingen die duiden op een vervolg.

### Forge
In "Forge" zou het hoofdpersonage Rusty Nailbender zijn, een smid. Hij zou op zoek gaan naar het smeedijzer dat Chaos in Loom had gestolen. Bobbin zou in het spel voorkomen als raadgever in de vorm van een zwaan. Rusty zou Chaos verdrijven, maar kan niet verhinderen dat het land van de herders volledig wordt vernietigd tijdens een verschrikkelijke strijd.

### Fold
In "Fold" zou het hoofdpersonage "Fleece Firmflanks" zijn die samenwerkt met Rusty om weerstand te bieden tegen de vijandige krachten op de gronden van de herders. Bobbin zou ook in dit spel aan bod komen als raadgever. Uiteindelijk zouden de wevers, nog steeds in de vorm van een zwaan, terugkeren. Ze komen op het idee om met alle gildes samen te vechten tegen Chaos. Dit is de allereerste keer dat gildes samenwerken. Ze slagen erin om Chaos terug te drijven. Rusty en Fleece trouwen, Bobbin wordt het hoofd van de weversgilde.

### Vervolgdelen niet uitgebracht
LucasArts Games was destijds een klein bedrijfje. De medewerkers waren volop bezig met andere projecten. Gezien er niemand tijd had om aan de vervolgdelen te werken, zijn deze er uiteindelijk niet gekomen. De reden is niet omdat Loom een financiële tegenvaller zou zijn. Er werden meer dan 500 000 exemplaren van verkocht op diverse platformen en dat in een tijd waar een computer nog geen alledaags toestel was in de woonkamer.
Desondanks zijn fans van het Loom-spel wel gestart met de ontwikkeling van Forge.

## Technische kenmerken en versies
- Loom werd oorspronkelijk uitgebracht in 1990 voor DOS op diskettes. Er werd gebruikgemaakt van EGA-tekeningen.
- Enkele maanden later werd het spel uitgebracht op Amiga, Atari ST, Apple Macintosh, CDTV en TurboGrafx-16.[5]
- Het werd in 1991 heruitgebracht op cd-rom met VGA-tekeningen en een verbeterde digitale soundtrack.
- In 1992 werd het spel nogmaals uitgebracht op cd-rom en ditmaal met ingesproken teksten.
- Op 8 juli 2009 werd het spel nogmaals uitgebracht, maar ditmaal via de Steam-engine.

## De cd-rom
De cd-rom was een mixed-CD. Een gedeelte van de cd bevatte de data, een ander gedeelte de audio-tracks. Het probleem was dat een cd-rom maar zo'n 80 minuten aan muziek kon bevatten. Het gevolg was dat de cd-rom versie eigenlijk van mindere kwaliteit was. De dialogen werden ingekort, bepaalde puzzels werden verwijderd, alternatieve oplossingen/puzzels werden verwijderd, en de close-ups tijdens dialogen werden verwijderd.
De cd-rom versie van Loom werd daarnaast ontwikkeld door Mindscape. Omwille van een niet nader gekend licentieprobleem werd de DOS cd-rom versie uit de handel genomen. Enkel de floppy disk-versie kon nog aangekocht worden tot eind 2006. Er bestond wel een patch om de audio van de cd-rom te integreren in het spel wanneer dit op harde schijf werd geïnstalleerd.

## Muziek
De muziek in Loom bestaat grotendeels uit fragmenten van Het Zwanenmeer van Tsjaikovski. De diskette-versie gebruikt hiervoor MIDI en ondersteunde op de PC de speaker en AdLib geluidskaart. Support voor Roland MT-32 was er initieel niet, maar werd later aangeboden als extra patch die men kon aanvragen bij LucasArts. Die diskette zorgde er ook voor dat er een geluidsfragment werd afgespeeld op het introscherm van Loom.

## Platforms
| Jaar | Platform                        |
| ---- | ------------------------------- |
| 1990 | Amiga, Atari ST, DOS, Macintosh |
| 1991 | FM Towns                        |
| 1992 | CDTV, TurboGrafx CD             |
| 2009 | Windows                         |

## Ontvangst
| Beoordeeld door                      | Platform | Datum            | Score |
| ------------------------------------ | -------- | ---------------- | ----- |
| Micro News                           | DOS      | mei 1990         | 100%  |
| Génération 4                         | DOS      | april 1990       | 92%   |
| Gamers.at                            | DOS      | 31 januari 1990  | 91%   |
| Aventura y Cía                       | DOS      | 30 november 2001 | 90%   |
| Techtite                             | DOS      | 2000             | 80%   |
| Joker Verlag präsentiert: Sonderheft | DOS      | 1993             | 77%   |
| Joker Verlag präsentiert: Sonderheft | Atari ST | 1993             | 77%   |
| Adventure Corner                     | DOS      | 21 april 2003    | 72%   |
| PC Player (Duitsland)                | DOS      | 1994             | 61%   |
| ASM (Aktueller Software Markt)       | DOS      | juli 1990        | 50%   |

## Trivia
- Het spel is opgenomen in het boek 1001 Video Games You Must Play Before You Die van Tony Mott.